# WDS J22386-1404
WDS J22386-1404 — тройная звезда в созвездии Водолея на расстоянии приблизительно 303 световых лет (около 93 парсеков) от Солнца.

## Характеристики
Первый компонент (HD 214460) — белый гигант или яркий гигант спектрального класса A5II/III. Видимая звёздная величина звезды — +7,47m. Эффективная температура — около 7342 К.
Второй компонент (HD 214459) — жёлто-белая звезда спектрального класса F6V. Видимая звёздная величина звезды — +8,69m. Радиус — около 2,24 солнечных, светимость — около 5,4 солнечных. Эффективная температура — около 6257 К. Удалён на 78 угловых секунд.
Третий компонент (AB Водолея, (лат. AB Aquarii)) — красная пульсирующая медленная неправильная переменная звезда (LB) спектрального класса M7. Видимая звёздная величина звезды — от +10m до +8,8m. Эффективная температура — около 3292 К. Удалён на 107,1 угловых секунды.